# 久保俊巳
久保 俊巳（くぼ としみ、1950年6月27日 - ）は、大阪府大阪市出身の元プロ野球選手（内野手）。

## 来歴・人物
生野工業高卒業後、大阪学院大学へ進学するが1年もしないうちに中退。
1969年オフにドラフト外で広島東洋カープへ入団。
1972年から一軍出場を果たすと、その後は主として控え内野手として活躍。
1973年は64試合に出場、主に三塁手として10試合に先発したが、32打席（29打数）無安打でシーズンを終えた。このシーズン無安打記録は、野手に限ると2016年に吉田裕太が35打席（30打数）を記録するまで日本記録であった。
1975年8月9日の阪神戦（西京極）で、阪神が1-0でリードしていた7回表2死満塁の場面で道原裕幸の代打で登場し、阪神先発の江夏豊からプロ初本塁打となる1号満塁本塁打を放つ。最初はポンポンと2-0と追い込まれたが、3球目は内角速球、4球目は高めの速球であった。久保は江夏の巧妙な投球にひっかからず、2-2からの勝負球はフォークでど真ん中に来た。試合は5-2で広島が勝利し、久保の現役時代、公式戦で記録した唯一の本塁打となった。翌10日の試合前、憧れの阪神・吉田義男監督が「よく打ったね」と声をかけてくれた。8月後半には3試合に1番・二塁手として起用され、同年の阪急との日本シリーズでは全6戦に出場。左翼手、代打、右翼手、代走、遊撃手をこなし、10月30日の第4戦（広島市民）では延長13回に山口高志からシリーズ初安打を放つ。
1976年オフに新美敏・内田順三・鵜飼克雄・皆川康夫との交換トレードで、佐伯和司・宮本幸信と共に、日本ハムファイターズへ移籍。
1977年は21試合に内野手、指名打者として先発出場。人柄の良さから現役時代には「トシミ、トシミ」と先輩達から可愛がられ、その後も内野の控えや代打を中心に活躍する。
1979年暮れに現役を引退。
引退後は広島に帰り、美由紀夫人と一緒に1年間、接客の修業を積む。1980年10月に歓楽街・流川でスナック「あぶさんKUBO」をオープンし、アットホームな雰囲気が好評で、連日賑わっていた。店で使っていたミネラルウォーターが美味しく、客にも評判が良かったことから、水割りからヒントを得て新しい商売も始める。社員十数人を使ってシャワー用浄水器や活水器、手軽にカルシウムイオンを作れる健康食品を販売する会社「長寿源アシスト」を創業し、昼間は南区段原の事務所を拠点に営業に走り回り、夜はスナックの掛け持ちと多忙な毎日を過ごした。家族ぐるみの付き合いをしていた友人が商売に失敗し、破産宣告されて貸していた千数百万円が貸し倒れになってしまったこともあった。山県郡にある「リアルプロフェッショナルクラブ プロ育成野球専門学院」でヘッドコーチも務めた。

## 詳細情報

### 年度別打撃成績
| 年 度     | 球 団     | 試 合 | 打 席 | 打 数 | 得 点 | 安 打 | 二 塁 打 | 三 塁 打 | 本 塁 打 | 塁 打 | 打 点 | 盗 塁 | 盗 塁 死 | 犠 打 | 犠 飛 | 四 球 | 敬 遠 | 死 球 | 三 振 | 併 殺 打 | 打 率 | 出 塁 率 | 長 打 率 | O P S |
| --------- | --------- | ----- | ----- | ----- | ----- | ----- | -------- | -------- | -------- | ----- | ----- | ----- | -------- | ----- | ----- | ----- | ----- | ----- | ----- | -------- | ----- | -------- | -------- | ----- |
| 1972      | 広島      | 10    | 16    | 14    | 2     | 2     | 1        | 0        | 0        | 3     | 0     | 1     | 0        | 0     | 0     | 2     | 0     | 0     | 2     | 0        | .143  | .250     | .214     | .464  |
| 1973      | 広島      | 64    | 32    | 29    | 3     | 0     | 0        | 0        | 0        | 0     | 0     | 1     | 1        | 3     | 0     | 0     | 0     | 0     | 9     | 0        | .000  | .000     | .000     | .000  |
| 1974      | 広島      | 13    | 12    | 11    | 2     | 3     | 0        | 0        | 0        | 3     | 0     | 0     | 0        | 0     | 0     | 1     | 0     | 0     | 3     | 0        | .273  | .333     | .273     | .606  |
| 1975      | 広島      | 80    | 62    | 57    | 12    | 17    | 2        | 1        | 1        | 24    | 13    | 5     | 1        | 1     | 0     | 2     | 0     | 2     | 11    | 2        | .298  | .344     | .421     | .765  |
| 1976      | 広島      | 53    | 49    | 42    | 15    | 9     | 2        | 0        | 0        | 11    | 7     | 4     | 1        | 1     | 1     | 4     | 0     | 1     | 13    | 0        | .214  | .292     | .262     | .554  |
| 1977      | 日本ハム  | 53    | 99    | 93    | 6     | 22    | 6        | 0        | 0        | 28    | 6     | 2     | 3        | 3     | 0     | 3     | 0     | 0     | 22    | 0        | .237  | .260     | .301     | .561  |
| 1978      | 日本ハム  | 40    | 36    | 34    | 6     | 5     | 0        | 0        | 0        | 5     | 1     | 2     | 2        | 0     | 0     | 2     | 0     | 0     | 8     | 0        | .147  | .194     | .147     | .342  |
| 1979      | 日本ハム  | 44    | 28    | 23    | 8     | 6     | 0        | 0        | 0        | 6     | 2     | 3     | 2        | 1     | 0     | 3     | 0     | 0     | 2     | 1        | .261  | .346     | .261     | .607  |
| 通算：8年 | 通算：8年 | 357   | 334   | 303   | 54    | 64    | 11       | 1        | 1        | 80    | 29    | 18    | 10       | 9     | 1     | 17    | 0     | 3     | 70    | 3        | .211  | .259     | .264     | .523  |

### 背番号
- 47 （1970年 - 1974年）
- 32 （1975年 - 1976年）
- 8 （1977年 - 1979年）